# آشور دان الأول
آشور دان الأول هو الملك ال83 لآشور من القرن 11 ق م، حسب قائمة ملوك آشور ذكرت أنه حكم لمدة 46 سنة، من سنة 1179 إلى سنة 1133 ق م. خلف الحكم من والده نينورتا أبال إيكور، تكلمت المصادر عنه وقالت أنه حارب الميتانيين كما حارب العيلاميين ألذين تمكنوا من الإستيلاء على الحكم في بلاد بابل وقاموا بإنهاء حكم الكاشيين. خلفه في الحكم إبنه نينورتا توكولتي آشور.